# Гросмельзен
Гросмельзен (нім. Großmölsen) — громада в Німеччині, розташована в землі Тюрингія. Входить до складу району Земмерда. Складова частина об'єднання громад Грамме-Ауе.
Площа — 4,99 км2. Населення становить 233 ос. (станом на 31 грудня 2021).

## Галерея

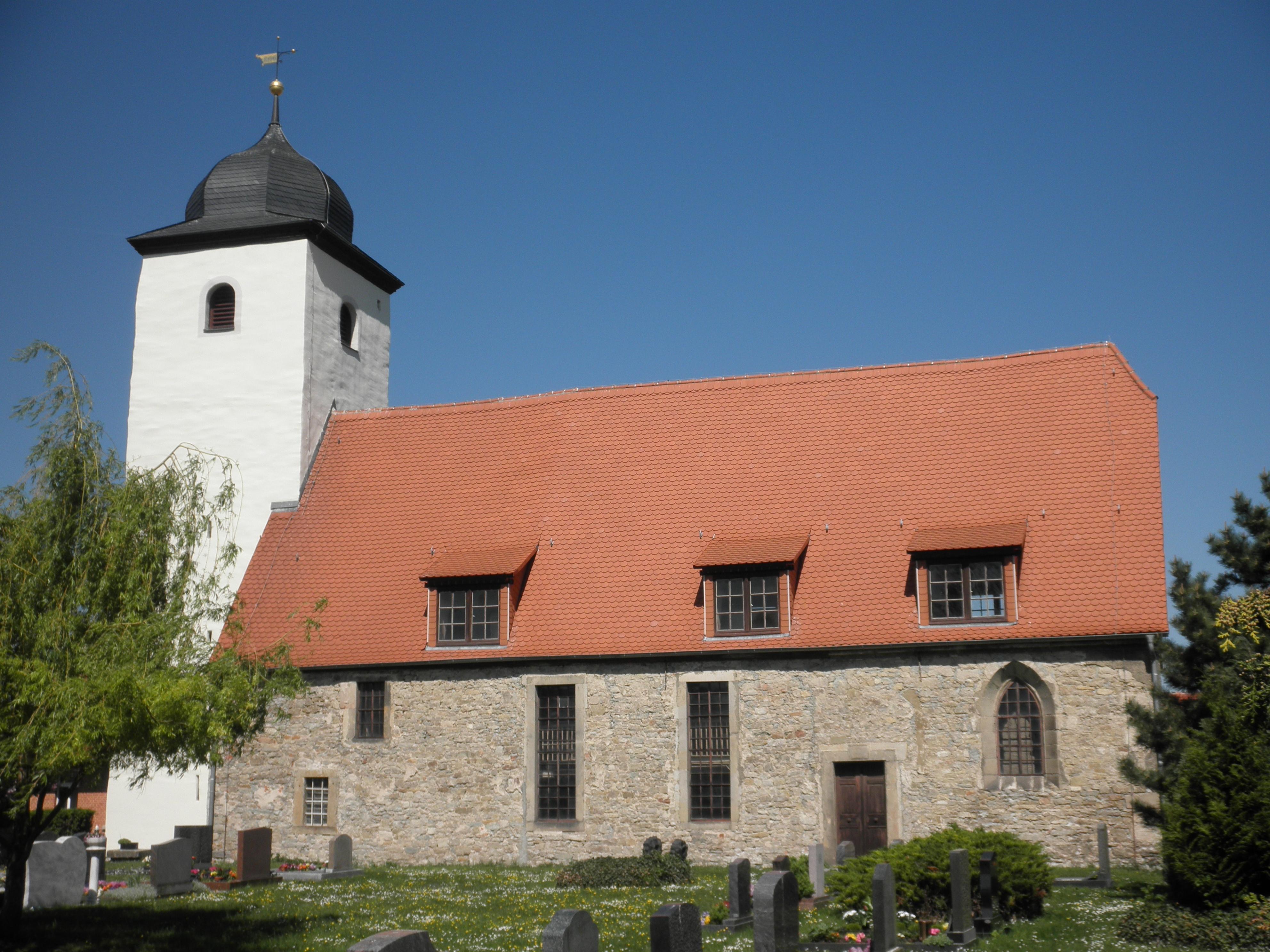
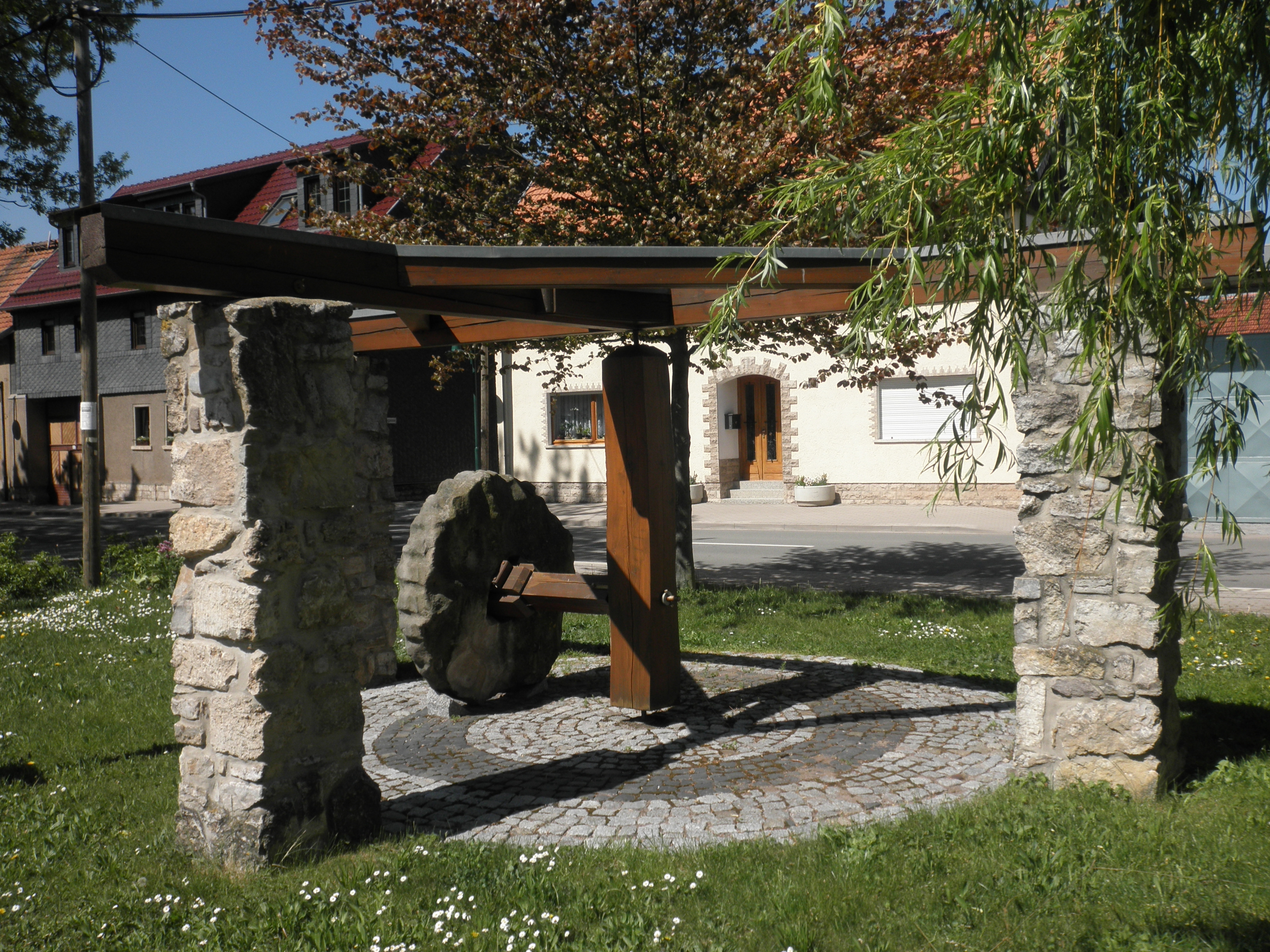
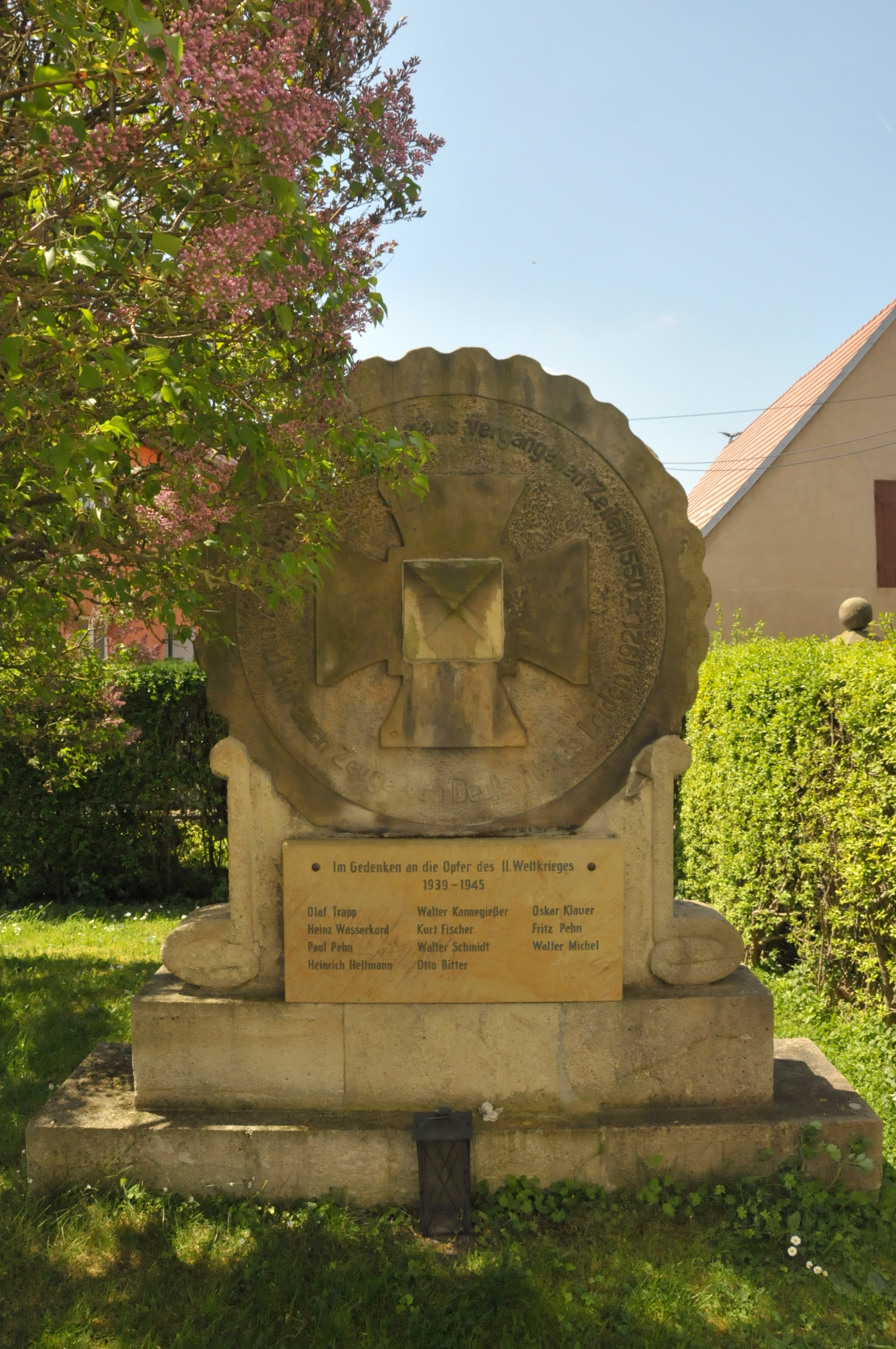